# Zuid Hijkerzand
Het Zuid Hijkerzand is een heideveld in Drenthe. Het ligt ten zuiden van het Oranjekanaal en ten westen van het dorp Hijken. Dit gebied van ca. 150 hectare is in beheer bij Staatsbosbeheer. Het heeft een open karakter zonder te veel vliegdennen. Aan de overzijde van het Oranjekanaal ligt het Hijkerveld of Noord-Hijkerzand. Merkwaardig is dat in alle richtingen andere verspreide heiderestanten liggen. Het Zuid Hijkerzand is daardoor te beschouwen als belangrijke stapsteen in een omvangrijke keten van onderling samenhangende natuurgebieden.
Er liggen geen vennen of plassen.